# Courcelles-sur-Viosne
Courcelles-sur-Viosne egy község Franciaországban. Lakosainak száma 307 fő (2022. január 1.).

## Földrajza
Courcelles-sur-Viosne Montgeroult, Ableiges, Puiseux-Pontoise és Sagy községekkel határos.